# Eristalinus flaveolus
Eristalinus flaveolus är en tvåvingeart som först beskrevs av Jacques-Marie-Frangile Bigot 1880.  Eristalinus flaveolus ingår i släktet slamflugor, och familjen blomflugor. Inga underarter finns listade i Catalogue of Life.